# Stizoscepa
Stizoscepa is een geslacht van rechtvleugeligen uit de familie sabelsprinkhanen (Tettigoniidae). De wetenschappelijke naam van dit geslacht is voor het eerst geldig gepubliceerd in 1896 door Karsch.

## Soorten
Het geslacht Stizoscepa omvat de volgende soorten:
- Stizoscepa basinotata Karsch, 1896
- Stizoscepa severini Griffini, 1908